# Dudley (Missouri)
Pour les articles homonymes, voir Dudley.
Dudley est une ville du comté de Stoddard, dans le Missouri, aux États-Unis,. Située au sud-est de la partie centrale du comté, elle est incorporée en 1915.

## Démographie
Lors du recensement de 2010, la ville comptait une population de 232 habitants. Elle est estimée, en 2016, à 229 habitants.

### Source de la traduction
- (en) Cet article est partiellement ou en totalité issu de l’article de Wikipédia en anglais intitulé « Dudley, Missouri » (voir la liste des auteurs).